# Ouadda (ort)
Ouadda (franska: Uadda, Quadda) är en ort i Centralafrikanska republiken.   Den ligger i prefekturen Haute-Kotto, i den centrala delen av landet, 600 km nordost om huvudstaden Bangui. Ouadda ligger 710 meter över havet och antalet invånare är 5 434.
Terrängen runt Ouadda är huvudsakligen platt. Ouadda ligger nere i en dal. Trakten runt Ouadda är nära nog obefolkad, med mindre än två invånare per kvadratkilometer.. Det finns inga andra samhällen i närheten.
I omgivningarna runt Ouadda växer huvudsakligen savannskog.